# Mesaba (schip, 1898)

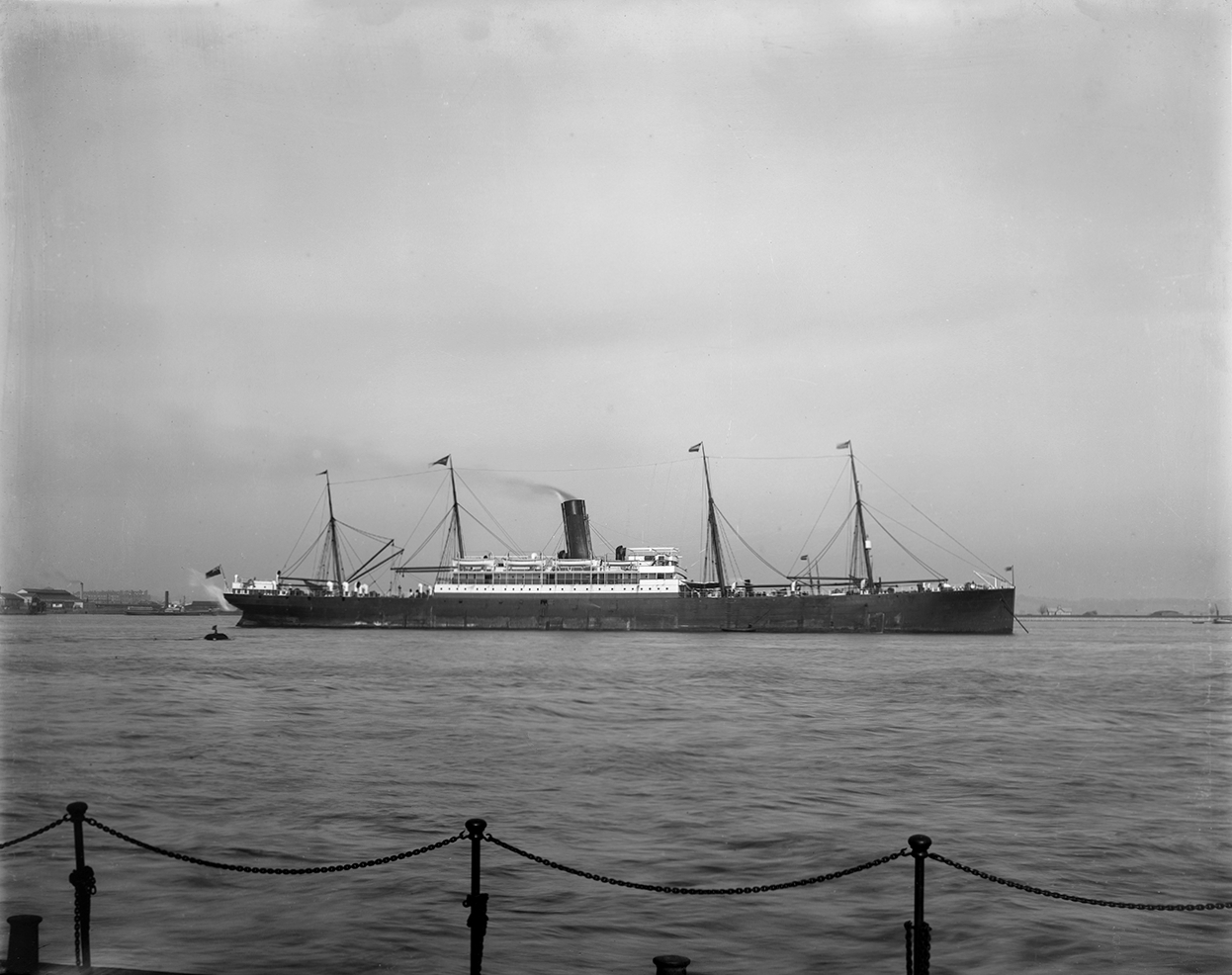

Het SS Mesaba was een stoomschip dat voer voor de rederij Red Star Line tussen Antwerpen en New York.
De Mesaba was een koopvaardijschip, dat in 1898 werd opgeleverd bij de Ierse scheepswerf Harland and Wolff. Het schip had 6833 brt.
De Mesaba is vooral bekend van de scheepsramp van de Titanic, omdat het de oceaanreus tijdig waarschuwde voor de ronddrijvende ijsbergen. Het bericht van de Mesaba werd wel ontvangen op de Titanic, maar bereikte nooit de brug.
Zelf werd de Mesaba op 1 september 1918 slachtoffer van de op zijn eind lopende Eerste Wereldoorlog. Ze werd, terwijl ze op weg was van Liverpool naar Philadelphia,  getroffen door een torpedo van een Duitse onderzeeër en zonk bij Tuskar Rock. Twintig opvarenden vonden de dood.
In 2022 werd het wrak van de Mesaba door mensen van de Bangor-universiteit met behulp van multibeam sonar teruggevonden in de Ierse Zee.